# Condado de Jarocin
Nota linguística: Não confundir hrabstwo (condado) com powiat (divisão administrativa)..
Jarocin (polaco: powiat jarociński) é um powiat (condado) da Polónia, na voivodia de Grande Polónia. A sede é a cidade de Jarocin. Estende-se por uma área de 587,7 km², com 70 314 habitantes, segundo os censos de 2005, com uma densidade 119,64 hab/km².

## Divisões admistrativas
O condado possui:
Comunas urbana-rurais: Jarocin, Żerków
Comunas rurais: Jaraczewo, Kotlin
Cidades: Jarocin, Żerków

## Demografia
População (dados de 30 de Junho de 2005):
|          | Total   | Total | Mulheres | Mulheres | Homens  | Homens |
| -------- | ------- | ----- | -------- | -------- | ------- | ------ |
|          | pessoas | %     | pessoas  | %        | pessoas | %      |
| Total    | 70 314  | 100   | 36 090   | 51,3     | 34 224  | 48,7   |
| Cidades  | 27 874  | 100   | 14 524   | 52,1     | 13 350  | 47,9   |
| Povoados | 42 440  | 100   | 21 566   | 50,8     | 20 874  | 49,2   |